# Leah Thomas
Leah Thomas (Santa Clara (Califórnia), 30 de maio de 1989) é uma ciclista profissional estadounidense de rota. Actualmente corre para a equipa espanhol Movistar Team de categoria UCI Women's WorldTeam.

## Palmarés
2016
- - 1 etapa do Redlands Bicycle Classic

2017
- - 1 etapa do Tour de Gila

2018
- Tour de Feminin-O cenu Českého Švýcarska
- Chrono Champenois-Trophée Européen

2019
- Campeonato Pan-Americano Contrarrelógio
- Tour de Escócia feminino, mais 1 etapa
- Chrono des Nations

2020
- - 1 etapa da Setmana Ciclista Valenciana

- 2021
  - 3.ª no Campeonato dos Estados Unidos Contrarrelógio

## Equipas
- Unitedhealthcare Pro Cycling (2018)
- Bigla - Paule Ka (2019-2020)
  - Bigla (2019)
  - Bigla-Katusha (2020-6.2020)
  - Paule Ka (7.2020-12.2020)
- Movistar Team